# Soya Takahashi
Soya Takahashi (高橋 壮也, Takahashi Sōya), né le 29 février 1996, est un footballeur japonais.

## Biographie
Takahashi commence sa carrière professionnelle en 2014 avec le club du Sanfrecce Hiroshima, club de J1 League. Il dispute un total de 23 matchs en J1 League avec le club. En juillet 2018, il est prêté au Fagiano Okayama, club de J2 League. En 2019, il retourne à la Sanfrecce Hiroshima. En 2019 août, il est transféré au AFC Eskilstuna. En 2020, il est transféré au Umeå FC.